# NGC-objektumok listája
A következő lista az NGC-katalógus objektumait tartalmazza újabb 8 kategóriára lebontva..
- NGC-objektumok listája (1-999)
- NGC-objektumok listája (1000-1999)
- NGC-objektumok listája (2000-2999)
- NGC-objektumok listája (3000-3999)
- NGC-objektumok listája (4000-4999)
- NGC-objektumok listája (5000-5999)
- NGC-objektumok listája (6000-6999)
- NGC-objektumok listája (7000-7840)

## Külső hivatkozások
- The New General Catalogue Online -
- NGC-objektumok listája
- NGC-objektumok listája @ Elektronikus égbolt